# ARCHEMI.
ARCHEMI.／アルケミは、日本のヴィジュアル系ロックバンド。CROW MUSIC所属。

## 概要
- 2015年10月28日、始動[1]。
- 東名阪を中心に活動、メンバーチェンジを経て現メンバーとなる[1]。
- 「仏狂」（ぶっきょう）をコンセプトに掲げ、仏教、和、メタル、ラウドなどを融合した独自の世界観を表現している[1]。
- ファンの総称は「信者」。
- バンド名は、旧メンバーのGt.のあ・Dr.ジュン。が考案。結成当初のバンドのテーマ「新興宗教」から「新興宗教＝お金」という連想で、錬金術を意味する英語「Alchemy（アルケミー）」を捩り、「ARCHEMI.」（アルケミ）となった（インストアイベントでのメンバー談より）[2]。
- 2018年9月14日、新情報解禁と共にバンド名表記が「アルケミ」となった[3]。表記変更の理由はBs.夕紀によると、「Gt.剛君が加入してから改めてコンセプトを煮詰めてて、英語が合わないなって。 改名しても良かったけど、せっかく信者の皆さんが大切にしてくれた名前だったので響きだけは残した結果です。」[4]とのこと。

## メンバー
- 声 / Vocal：isami（いさみ）
  - 4月28日生まれ。血液型はO型。
  - 主に作詞を担当している。
  - アルケミの教祖。
- 七弦 / Guitar：玲（りょう）
  - 5月1日生まれ。
  - 2020年5月2日に正式にメンバーとして加入。
- 五弦 / Bass：夕紀（ゆうき）
  - 4月19日生まれ。血液型はAB型。
  - 主に作曲を担当している。
  - アルケミのリーダー。
- 太鼓 / Drum：まや
  - 1月12日生まれ。血液型はO型。
  - 2017年5月1日に正式にメンバーとして加入。
  - アルケミのリフレッシュ担当。

### 旧メンバー
- Drum：ジュン。
  - 8月19日生まれ。血液型はA型。
  - 2016年4月24日の単独公演を以って脱退。
- Guitar：のあ
  - 9月14日生まれ。
  - アルケミのフレッシュ担当。
  - 2018年2月27日の単独公演を以って脱退。
- 七弦 / Guitar：剛（ごう）
  - 5月31日生まれ。血液型はO型。
  - 2018年4月28日に正式にメンバーとして加入。
  - 2020年3月4日の単独公演を以って脱退。

### サポートメンバー
- Drum：潤（REVINE） → JUN（Astaroth）
- Drum：山村佳範／まむ・影丸（-真天地開闢集団-ジグザグ）
- Drum：ちゃのり

## 来歴
2015年
- 8月13日、情報解禁。
- 10月8日、HOLIDAY OSAKAにてシークレットライブ出演。
- 10月21日、1st Single ｢洗脳｣発売。
- 10月28日、 始動主催公演「『起源』幸福と精神世界の証明」umeda AKASOにて始動。

2016年
- 3月18日、2016年4月24日の単独公演を以って、Dr.ジュン。が脱退することが発表された。[5]
- 4月24日、初となる単独公演「喜びの日 isami & 夕紀 生誕祭」心斎橋BRONZEにて開催。この日を以って、Dr.ジュン。が脱退。
- 5月18日、1st mini Album ｢仏狂｣発売。
- 8月3日、CDシングル付き8Pフリーペーパー「般若心狂」ヴィジュアル系CDショップにて配布開始。（現在は配布終了。）
- 9月30日、企画ライブ「入信のお知らせ」HOLIDAY OSAKAにて開催。このライブにて、2nd Single「感謝」のMVが撮影された。
- 10月20日、一周年記念主催「信者の集い」HOLIDAY OSAKAにて開催。
- 11月9日、2nd Single「感謝」発売。

2017年
- 5月1日、Dr.まやが正式にメンバーとして加入。[6]
- 7月19日、3rd Single「天上天下」発売。
- 10月28日、二周年記念単独公演「唯我独尊」心斎橋BRONZEにて開催。
- 12月6日、4th Single「降臨」発売。

2018年
- 2月3日、2018年2月27日の単独公演を以って、Gt.のあが脱退することが発表された。[7]
- 2月14日～27日、三夜連続単独公演「京都大降臨祭」京都246 Lstudioにて開催。27日を以って、Gt.のあが脱退。
- 3月9日〜3月16日、初となる東名阪主催ツアー「布教」開催。
- 4月28日、七弦(Gt.)剛が正式にメンバーとして加入。[8]
- 6月6日、5th Single「五体投地」発売。
- 6月17日～9月14日、初となる単独巡礼、五大都市単独巡礼「帰依三宝」開催。
- 10月29日、三周年記念単独公演「仏狂」OSAKA MUSEにて開催。
- 12月5日、2nd mini Album「阿吽」発売。
- 12月9日、アルケミニコニコ生放送チャンネル開設。[9]　公演終了後等に不定期に配信されていた。後にCROW MUSICチャンネルに変更され、2021年4月27日を以って閉鎖された。[10]
- 12月12日〜2019年1月18日、六公演単独巡業「阿頼耶識」開催。

2019年
- 4月7日〜4月19日、主催巡礼「三宝」開催。
- 6月19日、6th Single「血塗れ菩薩」発売。
- 6月19日～8月29日、東名阪主催公演「外道狩り」開催。
- 10月28日、四周年記念単独公演「業」OSAKA MUSEにて開催。
- 12月26日、2020年3月4日の単独公演を以って、七弦(Gt.)剛が脱退することが発表された。[11]

2020年
- 3月4日、単独法要「迷悟一如 -剛最終公演-」LIVE HOUSE Rumioにて開催。この日を以って、七弦(Gt.)剛が脱退。
- 4月22日、「洗脳」〜「血塗れ菩薩」まで全27曲のサブスク配信開始。[12][13]
- 6月2日、七弦(Gt.)玲が正式にメンバーとして加入。[14]
- 7月8日、7th Single「真言書」発売。
- 10月28日、五周年記念法要「唯我独尊」OSAKA MUSEにて開催。

2021年
- 1月12日、8th Single「南無阿弥陀仏」発売。
- 7月5日、シューティング＋ミニライブ「法会」LIVE HOUSE Rumioにて開催。同日、9th Single「般若」発売。
- 10月28日、六周年単独法要「西国三十三所」心斎橋SHOVELにて開催。

2022年
- 1月15日、2022年6月23日までの活動を以って、解散することが発表された。
- 5月4日、最後の音源 10th Single「拈華微笑」発売。
- 5月12〜24日、最後の東名阪主催巡礼「三千大千世界」開催。
- 6月5日、「KANSAI ROCK SUMMIT'22」にて、バンド史上最大会場である大阪BIGCATにてイベントのトリを務めた。
- 6月23日、単独法要「大往生」開催。この日を以って、活動終了し、解散。

## ディスコグラフィー

### シングル
|      | 発売日         | タイトル     | 規格品番                      | 収録曲                                                                   | 備考                                                                                              |
| ---- | -------------- | ------------ | ----------------------------- | ------------------------------------------------------------------------ | ------------------------------------------------------------------------------------------------- |
| 1st  | 2015年10月21日 | 洗脳         | CMCD-183                      | CD - 洗脳 - 救い - 空虚                                                  |                                                                                                   |
| 2nd  | 2016年11月9日  | 感謝         | Atype:CMCD-193 Btype:CMCD-194 | CD - 感謝 - 煩悩 - 瞑想 DVD - 感謝 (MV)                                  |                                                                                                   |
| 3rd  | 2017年7月19日  | 天上天下     | Atype:CMCD-200 Btype:CMCD-201 | CD - 天上天下 - 礼拝 - 仏説 - 地獄極楽観音開き                           | - 2017年7月19日付大阪ZEAL LINK売上ランキング 5位                                                  |
| 4th  | 2017年12月6日  | 降臨         | Atype:CMCD-203 Btype:CMCD-204 | CD - 降臨 - 厭離穢土 - 輪廻 - 洗脳・再                                   |                                                                                                   |
| 5th  | 2018年6月6日   | 五体投地     | Atype:CMCD-208 Btype:CMCD-209 | CD - 五体投地 - 蓮ノ華 - 手遊び唄 DVD - 五体投地 (MV)                    | - 2018年6月6日付高田馬場ZEAL LINK売上ランキング4位 - 2018年6月6日付大阪ZEAL LINK売上ランキング4位 |
| 6th  | 2019年6月19日  | 血塗れ菩薩   | CMCD-212                      | CD - 独生独死独去独来 - 悪因悪果 - 生死一如 DVD - 独生独死独去独来（MV） |                                                                                                   |
| 7th  | 2020年7月8日   | 真言書       | CMCD-215                      | CD - 不動智 - 如是我聞                                                   | - ライブ会場・通販限定音源                                                                        |
| 8th  | 2021年1月12日  | 南無阿弥陀仏 | CMCD-218                      | CD - 南無阿弥陀仏 - 夢幻泡影                                             | - ライブ会場・通販・サブスク限定音源                                                              |
| 9th  | 2021年7月5日   | 般若         | CMCD-220                      | CD - 般若 - 慈悲                                                         | - ライブ会場・通販・サブスク限定音源                                                              |
| 10th | 2022年5月4日   | 拈華微笑     | CMCD-223                      | CD - 拈華微笑 - 阿鼻叫喚 - 薪尽火滅                                      |                                                                                                   |

### ミニアルバム
|     | 発売日        | タイトル | 規格品番 | 収録曲                                                   | 備考                                               |
| --- | ------------- | -------- | -------- | -------------------------------------------------------- | -------------------------------------------------- |
| 1st | 2016年5月18日 | 仏狂     | CMCD-187 | CD - 無 (SE) - 崇拝 - 鼓動 - 成仏 - 懺悔 DVD - 崇拝 (MV) | - 2016年6月8日付高田馬場ZEAL LINK売上ランキング3位 |
| 2nd | 2018年12月5日 | 阿吽     | CMCD-210 | CD - 此岸 - 修羅界 - 菩提心 - 阿吽 - 虚無感              | - 2018年12月5日付大阪ZEAL LINK売上ランキング3位    |

### 無料配布
|     | 配布日           | タイトル | 規格品番 | 収録曲   | 配布場所                   | 備考       |
| --- | ---------------- | -------- | -------- | -------- | -------------------------- | ---------- |
| 1st | 2016年8月3日開始 | 般若心狂 | CMCD-190 | 般若心狂 | 各ヴィジュアル系CDショップ | 限定1000部 |

## メディア

### 雑誌
- 「Cure」Vol.147（Attention!!・CDレビュー）[20]
- 「Cure」Vol.178（CROW MUSIC 特集）[21]
- 「Cure」Vol.179（BAND PICK UP インタビュー）[22]
- 「Cure」Vol.182（BAND PICK UP インタビュー）[23]
- 「Cure」Vol.183（BAND CLOSE UP インタビュー）[24]
- 「Cure」Vol.187（BAND CLOSE UP インタビュー）[25]
- 「Cure」Vol.207（BAND CLOSE UP インタビュー）[26]

### フリーペーパー
- 「ZEAL LINK」Vol.23（広告）[27]
- 「ZEAL LINK」Vol.24（インタビュー）[28]
- 「Vijuttoke」Vol.44（インタビュー）[29]
- 「ZEAL LINK」Vol.28（インタビュー・広告）[30]
- 「SEVEN」Vol.31（インタビュー）[31]
- 「Vijuttoke」Vol.51（インタビュー）[32]
- 「VR」Vol.47（インタビュー）[33]
- 「Cure V-splash」Vol.33（ご当地バンドカタログ〜近畿編〜）[34]
- 「般若心狂」（CDシングル付き8Pフリーペーパー）[35]
- 「Cure V-splash」Vol.36 (FUNDAMENTAL INTERVIEWコーナー）[36]
- 「経典アルケミ」（8Pフリーペーパー）Vol.1[37]
- 「Vijuttoke」Vol.69（インタビュー）[38]
- 「我執鬼行」Vol.21（インタビュー）[39]
- 「ZEAL LINK」Vol.49（インタビュー）[40]
- 「V'ELONIKA」Vol.7（インタビュー）[41]
- 「#Aivy」Vol.1（インタビュー）[42]
- 「#Aivy」Vol.2（インタビュー）[43]
- 「#Aivy」Vol.3（isami単独インタビュー）[44]
- 「Vijuttoke」Vol.81（インタビュー）　[45]

### テレビ番組
- 「真夜中のおバカ騒ぎ!」#308（千葉テレビ 2018年2月22日、TOKYO MX 2018年2月24日）[46]

### オフィシャルサイト
- アルケミ | CROW MUSIC オフィシャルサイト

### Twitter
- CROW MUSIC (@CROWMUSIC_JAPAN) - X（旧Twitter）
- ARCHEMI. (@ARCHEMI_info) - X（旧Twitter）
- isami (@archemi_isami) - X（旧Twitter）
- 玲 (@archemi_ryo) - X（旧Twitter）
- 夕紀 (@archemi_yuki) - X（旧Twitter）
- まや (@archemi_maya) - X（旧Twitter）

### ブログ
- ARCHEMI. official ブログ

### 動画サイト
- YouTube「CROW MUSICTV」
- Youtube「アルケミ official」

### 音楽配信サービス
- tunecore「アルケミ音源集」
- BIG UP!「般若」

| スタブアイコン | サブスタブ | この項目は、まだ閲覧者の調べものの参照としては役立たない、音楽関係者（バンド等）に関連した書きかけの項目です。この項目を加筆・訂正などしてくださる協力者を求めています（P:音楽/PJ:芸能人）。 |